# Zsuzsi kisasszony
Zsuzsi kisasszony (Literalment "Miss Suzy", també coneguda com a Miss Springtime i Die Faschingsfee) és una opereta en 3 actes del compositor hongarès Emmerich Kálmán. Es va estrenar al Teatre Vig de Budapest el 23 de febrer de 1915. El llibret en hongarès és de Martos i M. Bródy. Com a Miss Springtime, el 1916 es va representar de forma molt revisada a Broadway.
Amb un llibret traduir a l'alemany per A. M. Willner I R. Oesterreicher, es va estrenar una versió com a Die Faschingsfee (La fada de carnaval) a Viena, al Teatre de Johann Strauss, el 21 de setembre de 1917. Una altra revisió es va fer de Die Faschingsfee a Berlín, amb un paper més important per la protagonista, i és aquesta versió de Berlín la que més sovint es representa avui. El 2012, una traducció anglesa de la versió de Berlín va ser feta a l'Ohio Light Opera sota el títol Miss Springtime, però l'enregistrament fet d'aquella producció fou finalment editat el 2013 amb el títol The Carnival Fairy.

## Personatges aZsuzsi Kisasszony
| Rol       | Tipus de veu | Repartiment estrena, 27 de febrer de 1915 (Director: -) |
| --------- | ------------ | ------------------------------------------------------- |
| Zsuzsi    | soprano      | Mizzi Günther                                           |
| Falsetti  | Tenor        | Emil Guttmann                                           |
| Péterfy   | Tenor        | Karl Bachmann                                           |
| Dinye     | Tenor        | Oscar Sabo                                              |
| Lauffen   | Tenor        |                                                         |
| Szerafina | soprano      | Mizzi Delorm                                            |

## Personates aDie Faschingsfee
| Rol                    | Tipus de veu | Repartiment estrena, 21 de setembre de 1917 (Director: -) |
| ---------------------- | ------------ | --------------------------------------------------------- |
| Alexandra Maria        | soprano      | Mizzi Günther                                             |
| Hubert von Mützelburg  | Tenor        | Oscar Sabo                                                |
| Lori Aschenbrenner     | soprano      | Mizzi Delorm                                              |
| Ottokar von Grevlingen | Baríton      |                                                           |
| Viktor Ronai           | Tenor        | Karl Bachmann                                             |